# Орехово (Крым)
Оре́хово  (укр. Оріхове, крымскотат. Orehovo, Орехово) — село в Сакском районе Крыма (согласно административно-территориальному делению Украины — центр Ореховского сельского совета Автономной Республики Крым, согласно административно-территориальному делению РФ — центр Ореховского сельского поселения Республики Крым).

## Современное состояние

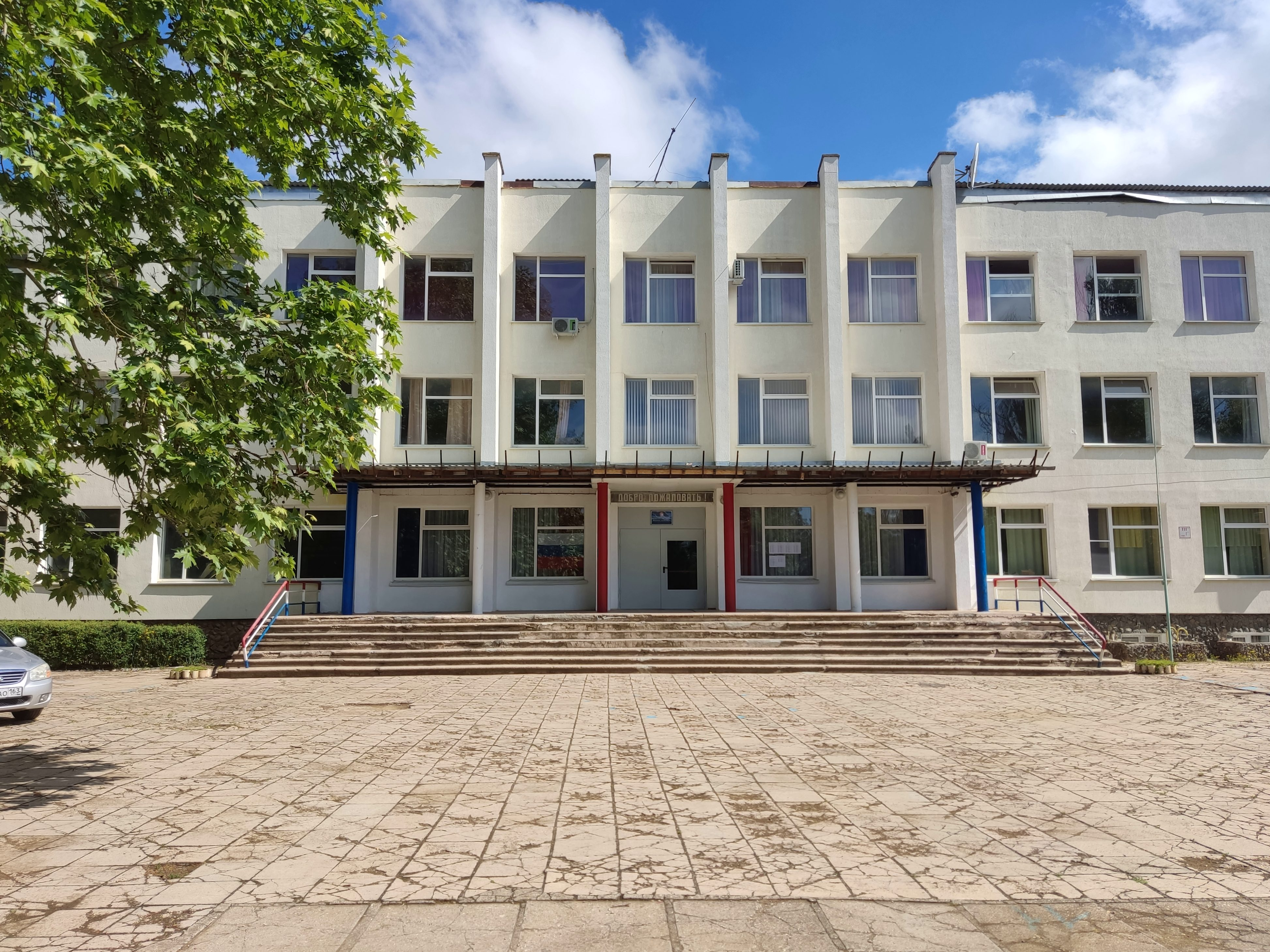
Школа

На 2016 год в Орехово числится свыше 50 улиц и переулков; на 2009 год, по данным сельсовета, село занимало площадь 237 гектаров, на которой в 1290 дворах числилось 3157 жителей. В селе действуют средняя общеобразовательная школа, детский сад «Золотая рыбка», дом культуры, сельская библиотека, амбулатория, церковь Феодосия, архиепископа Черниговского. Орехово связано автобусным сообщением с Симферополем, Саками, Евпаторией и соседними населёнными пунктами.

## География
Орехово находится в центре района, примерно в 2 километрах (по шоссе) от Сак фактически — восточный пригород, высота центра села над уровнем моря — 20 м. Транспортное сообщение осуществляется по региональной автодороге 35К-004 Симферополь — Евпатория (по украинской классификации — P-23).

## История

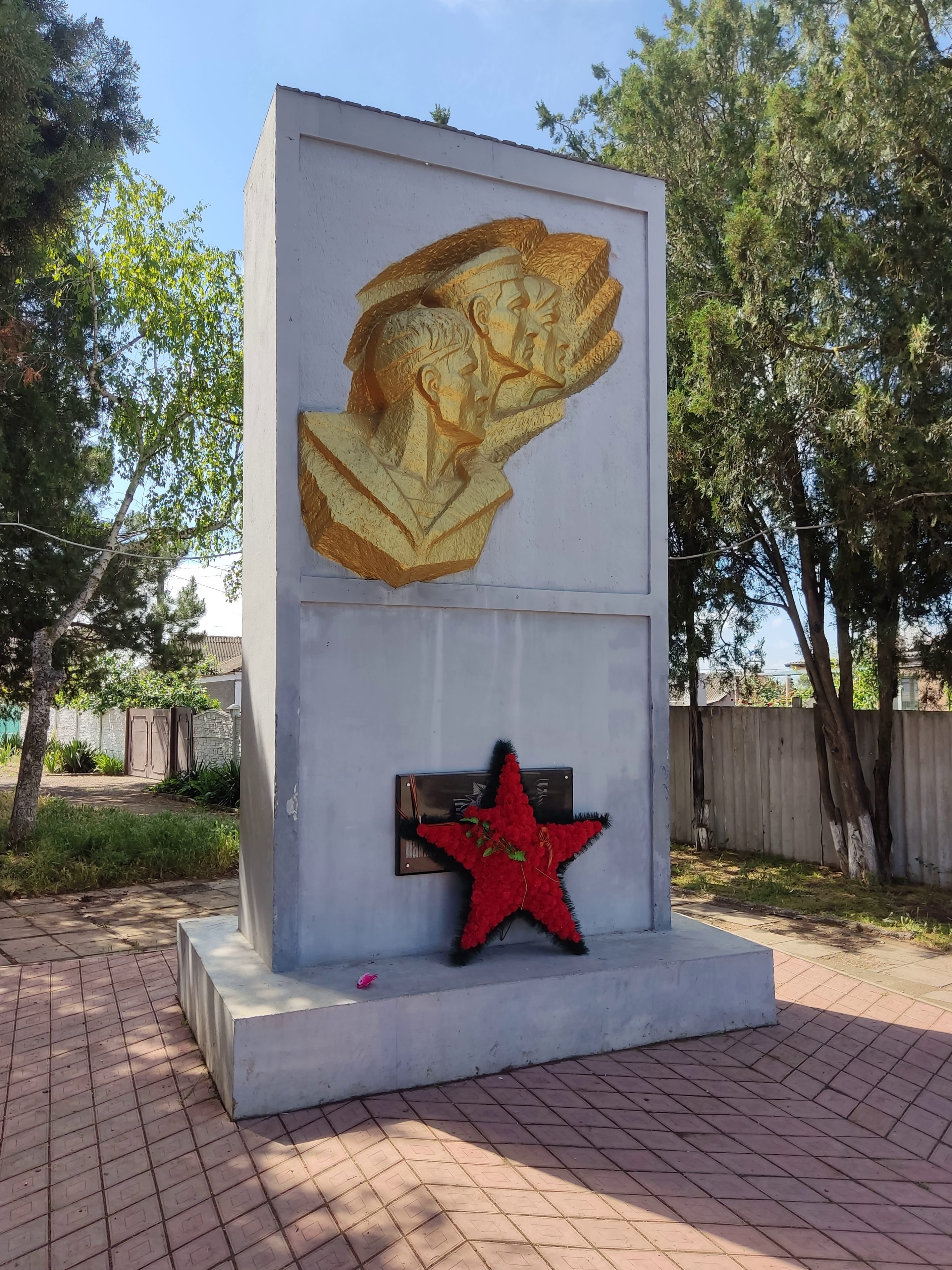
Братская могила

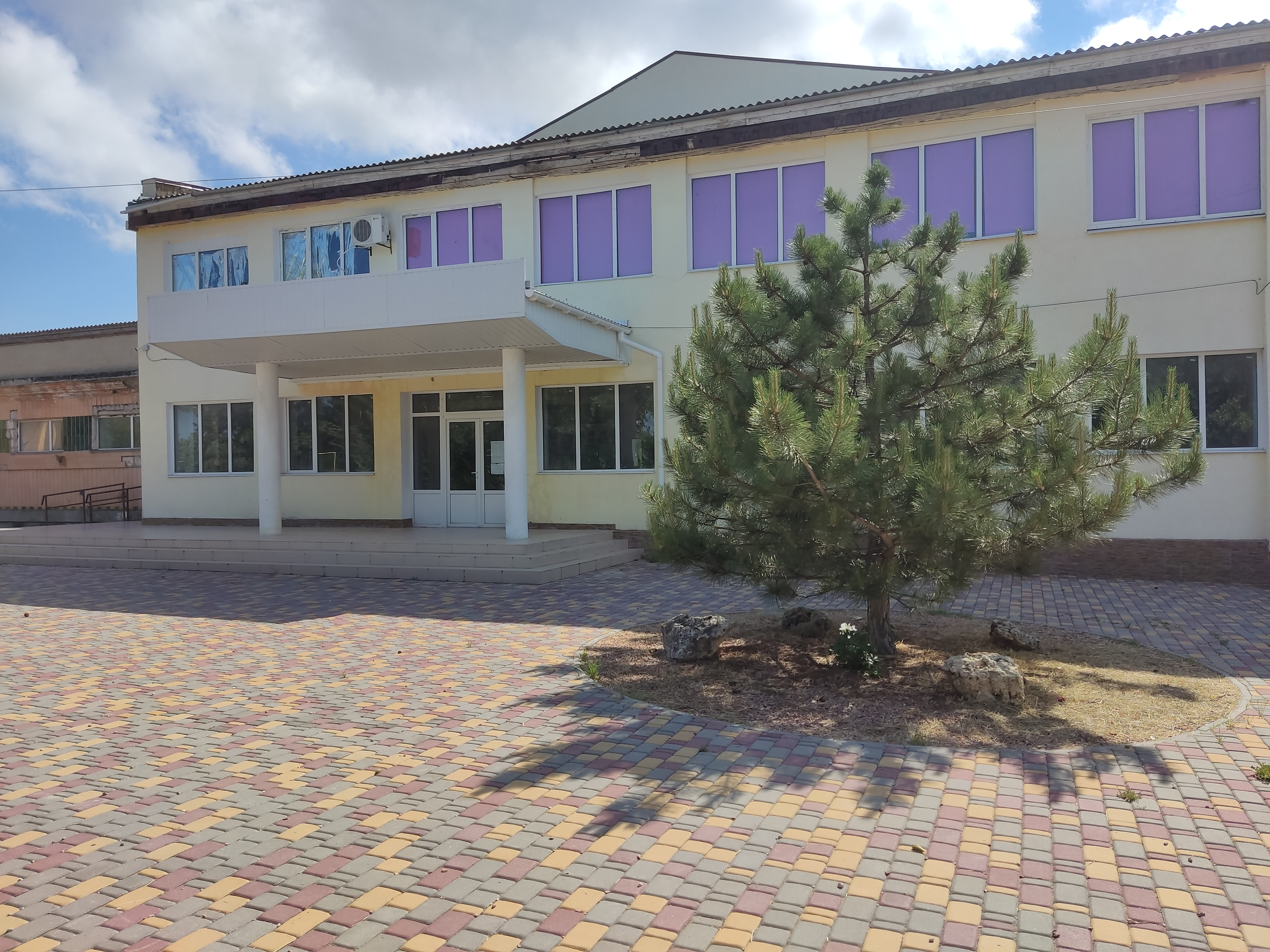
Дом культуры

Село было основано в 1927 году, как центр овощеводческого совхоза, созданного на земле госфонда Всесоюзным объединением курортов. Время присвоения названия пока не установлено. После освобождения Крыма от фашистов, 12 августа 1944 года было принято постановление № ГОКО-6372с «О переселении колхозников в районы Крыма», по которому в район из Курской и Тамбовской областей РСФСР в район переселялись 8100 колхозников, а в начале 1950-х годов последовала вторая волна переселенцев из различных областей Украины. С 25 июня 1946 года в составе Крымской области РСФСР. 26 апреля 1954 года Крымская область была передана из состава РСФСР в состав УССР. На 15 июня 1960 года село ещё числилось в составе Новодмитриевского сельсовета. Указом Президиума Верховного Совета УССР «Об укрупнении сельских районов Крымской области», от 30 декабря 1962 года Орехово присоединили к Евпаторийскому району. С 23 октября 1963 года центр сельсовета перенесён в Орехово. Видимо, тогда же к селу присоединили Ново-Дмитриевку (согласно справочнику «Крымская область. Административно-территориальное деление на 1 января 1968 года» — в период с 1954 по 1968 годы — сейчас — восточная часть села). 1 января 1965 года, указом Президиума ВС УССР «О внесении изменений в административное районирование УССР — по Крымской области», включили в состав Сакского. По данным переписи 1989 года в селе проживало 2510 человек. С 12 февраля 1991 года село в восстановленной Крымской АССР, 26 февраля 1992 года переименованной в Автономную Республику Крым. С 21 марта 2014 года в составе Крыма аннексировано Россией.

## Население
| 2001 | 2014  | 2021  |
| ---- | ----- | ----- |
| 3159 | ↘3049 | ↘3008 |

Всеукраинская перепись 2001 года показала следующее распределение по носителям языка
| Язык             | Процент |
| ---------------- | ------- |
| русский          | 74.23   |
| украинский       | 18.68   |
| крымскотатарский | 4.87    |
| другие           | 0.56    |

### Динамика численности
- 1974 год — 2312 чел.[21]
- 1989 год — 2510 чел.[33]
- 2001 год — 3159 чел.[40]
- 2009 год — 3157 чел.[9]
- 2014 год — 3049 чел.[41]